# UCI Europe Tour de 2020
O UCI Europe Tour 2020 foi a décima-sexta edição do calendário ciclístico internacional europeu. Iniciou-se a 25 de janeiro de 2020 em Turquia com o GP Belek e finalizou a 12 de outubro de 2020 com a Clássica de Ordizia na Espanha. Em princípio, disputar-se-iam 230 concorrências, outorgando pontos aos primeiros classificados das etapas e à classificação final, ainda que o calendário sofreu modificações ao longo da temporada com a inclusão de novas corridas ou exclusão de outras e finalmente celebraram-se 83 corridas.

## Equipas
As equipas que podiam participar nas diferentes corridas dependia da categoria das mesmas. As equipas UCI WorldTeam e UCI ProTeam tinham cota limitada para competir de acordo ao ano correspondente estabelecido pela UCI, as equipas UCI Continentais e seleções nacionais não tinham restrições de participação:
| Categoria      | Categoria                       | Equipas                                                                          |
| -------------- | ------------------------------- | -------------------------------------------------------------------------------- |
| .1             | 1.1 (Corrida de um dia)         | * UCI WorldTeam (max 50%) * UCI ProTeam * Continentais * Seleções nacionais      |
| .1             | 2.1 (Corrida de vários dias)    | * UCI WorldTeam (max 50%) * UCI ProTeam * Continentais * Seleções nacionais      |
| .2             | 1.2 (Corrida de um dia)         | * UCI ProTeam * Continentais * Seleções nacionais * Seleções regionais * Amadors |
| .2             | 2.2 (Corrida de vários dias)    | * UCI ProTeam * Continentais * Seleções nacionais * Seleções regionais * Amadors |
| .Ncup (sub-23) | 1.ncup (Corrida de um dia)      | * Seleções nacionais * Seleções mistas                                           |
| .Ncup (sub-23) | 2.ncup (Corrida de vários dias) | * Seleções nacionais * Seleções mistas                                           |

## Calendário
As seguintes foram as corridas que compuseram o calendário UCI Europe Tour para a temporada de 2020 aprovado pela UCI.

### Janeiro
| UCI Europe Tour de 2020 - janeiro |                             |        |                  |                 |
| Data                              | Corrida                     | Classe | Vencedor         | Equipa          |
| --------------------------------- | --------------------------- | ------ | ---------------- | --------------- |
| 25                                | GP Belek                    | 1.2    | Emre Yavuz       | Salcano Sakarya |
| 30                                | Troféu Ses Salines-Felanitx | 1.1    | Matteo Moschetti | Trek-Segafredo  |
| 31                                | Troféu Serra de Tramuntana  | 1.1    | Emanuel Buchmann | Bora-Hansgrohe  |

### Fevereiro
| UCI Europe Tour de 2020 - fevereiro |                                     |        |                    |                       |
| Data                                | Corrida                             | Classe | Vencedor           | Equipa                |
| ----------------------------------- | ----------------------------------- | ------ | ------------------ | --------------------- |
| 1                                   | Troféu Pollença-Andratx             | 1.1    | Marc Soler         | Movistar              |
| 2                                   | Troféu Playa de Palma-Palma         | 1.1    | Matteo Moschetti   | Trek-Segafredo        |
| 2                                   | Grande Prêmio Ciclista a Marsellesa | 1.1    | Benoît Cosnefroy   | AG2R La Mondiale      |
| 5-9                                 | Estrela de Bessèges                 | 2.1    | Benoît Cosnefroy   | AG2R La Mondiale      |
| 9                                   | GP Manavgat                         | 1.2    | Branislau Samoilau | Minsk CC              |
| 13                                  | Grande Prêmio de Alanya             | 1.2    | Paweł Bernas       | Mazowsze Serce Polski |
| 14                                  | Grande Prêmio de Gazipaşa           | 1.2    | Mamyr Stash        | Seleção da Rússia     |
| 14-15                               | Volta a Múrcia                      | 2.1    | Xandro Meurisse    | Circus-Wanty Gobert   |
| 16                                  | GP Antalya                          | 1.2    | Maxim Piskunov     | Marathon-Tula         |
| 20-23                               | Tour de Antalya                     | 2.1    | Max Stedman        | Canyon dhb p/b Soreen |
| 21-23                               | Tour dos Alpes Marítimos e de Var   | 2.1    | Nairo Quintana     | Arkéa Samsic          |
| 29                                  | Grande Prêmio Velo Alanya           | 1.2    | Daniil Pronskiy    | Vino-Astana Motors    |
| 29                                  | Ster van Zwolle                     | 1.2    | David Dekker       | SEG Racing Academy    |

### Março
| UCI Europe Tour de 2020 - março |                                      |        |                   |                             |
| Data                            | Corrida                              | Classe | Vencedor          | Equipa                      |
| ------------------------------- | ------------------------------------ | ------ | ----------------- | --------------------------- |
| 1                               | Grande Prêmio Manavgat-Side          | 1.2    | Alan Banaszek     | Mazowsze Serce Polski       |
| 1                               | Grande Prêmio Internacional de Rodas | 1.2    | Erlend Blikra     | Uno-X Norwegian Development |
| 3                               | Le Samyn                             | 1.1    | Hugo Hofstetter   | Israel Start-Up Nation      |
| 4                               | Trofej Umag-Umag Trophy              | 1.2    | Olav Kooij        | Jumbo-Visma Development     |
| 6-8                             | Volta a Rodas                        | 2.2    | Søren Wærenskjold | Joker Icopal                |
| 8                               | Dorpenomloop Rucphen                 | 1.2    | David Dekker      | SEG Racing Academy          |
| 8                               | Grande Prêmio Villa de Lillers       | 1.2    | Florian Vachon    | Arkéa Samsic                |
| 8                               | Grande Prêmio Jean-Pierre Monseré    | 1.1    | Fabio Jakobsen    | Deceuninck-Quick Step       |
| 8                               | Porec Trophy                         | 1.2    | Olav Kooij        | Jumbo-Visma Development     |

### Julho
| UCI Europe Tour de 2020 - julho |                                  |        |                   |                         |
| Data                            | Corrida                          | Classe | Vencedor          | Equipa                  |
| ------------------------------- | -------------------------------- | ------ | ----------------- | ----------------------- |
| 15-18                           | Dookoła Mazowsza                 | 2.2    | Michael Kukrle    | Elkov-Kasper            |
| 19                              | Puchar Ministra Obrony Narodowej | 1.2    | Félix Groß        | Seleção da Alemanha     |
| 23-26                           | Tour de Sibiu                    | 2.1    | Gregor Mühlberger | Bora-Hansgrohe          |
| 25-26                           | In the footsteps of the Romans   | 2.2    | Norbert Banaszek  | Mazowsze Serce Polski   |
| 26                              | Grande Prêmio de Kranj           | 1.2    | Olav Kooij        | Jumbo-Visma Development |
| 28-31                           | Volta à Bulgária                 | 2.2    | Patryk Stosz      | Voster ATS              |

### Agosto
| UCI Europe Tour de 2020 - agosto |                                         |        |                  |                                  |
| Data                             | Corrida                                 | Classe | Vencedor         | Equipa                           |
| -------------------------------- | --------------------------------------- | ------ | ---------------- | -------------------------------- |
| 1-4                              | Estrada de Occitânia                    | 2.1    | Egan Bernal      | INEOS                            |
| 2                                | Circuito de Guecho                      | 1.1    | Damiano Caruso   | Bahrain McLaren                  |
| 5-8                              | Tour de Szeklerland                     | 2.2    | Jakub Kaczmarek  | Mazowsze Serce Polski            |
| 5-8                              | Tour de Saboia                          | 2.2    | Pierre Rolland   | B&B Hotels-Vital Concept p/b KTM |
| 6                                | Mont Ventoux Dénivelé Challenge         | 1.1    | Aleksandr Vlasov | Astana                           |
| 6-9                              | Tour da República Checa                 | 2.1    | Damien Howson    | Mitchelton-Scott                 |
| 7-9                              | Tour de l'Ain                           | 2.1    | Primož Roglič    | Jumbo-Visma                      |
| 12-16                            | Tour Bitwa Warszawska 1920              | 2.2    | Oscar Riesebeek  | Alpecin-Fenix                    |
| 13-15                            | Baltic Chain Tour                       | 2.2    | Gert Jõeäär      | Seleção da Estónia               |
| 18-21                            | Tour de Limusino                        | 2.1    | Luca Wackermann  | Vini Zabù-KTM                    |
| 27-30                            | Tour Poitou-Charentes em Nova Aquitania | 2.1    | Arnaud Démare    | Groupama-FDJ                     |
| 29                               | Troféu Matteotti                        | 1.1    | Valerio Conti    | UAE Emirates                     |
| 29                               | Druivenkoers Overijse                   | 1.1    | Florian Sénéchal | Deceuninck-Quick Step            |
| 29-2                             | Volta à Hungria                         | 2.1    | Attila Valter    | CCC                              |
| 29-5                             | Giro Ciclistico d'Itália                | 2.2U   | Thomas Pidcock   | Trinity Racing                   |
| 30                               | Memorial Marco Pantani                  | 1.1    | Fabio Felline    | Astana                           |
| 31                               | Carpathian Couriers Race                | 1.2U   | Jordan Habets    | Wielerploeg Groot Amesterdão     |

### Setembro
| UCI Europe Tour de 2020 - setembro |                                                      |        |                       |                                      |
| Data                               | Corrida                                              | Classe | Vencedor              | Equipa                               |
| ---------------------------------- | ---------------------------------------------------- | ------ | --------------------- | ------------------------------------ |
| 1-3                                | Volta à Sérvia                                       | 2.2    | Martin Haring         | Dukla Banská Bystrica                |
| 1-4                                | Settimana Coppi e Bartali                            | 2.1    | Jhonatan Narváez      | Ineos Grenadiers                     |
| 3                                  | Grande Prêmio Develi                                 | 1.2    | Anatoliy Budyak       | Seleção da Ucrânia                   |
| 3-6                                | Bałtyk-Karkonosze Tour                               | 2.2    | Stanisław Aniołkowski | CCC Development                      |
| 4                                  | Hafjell GP                                           | 1.2    | Andreas Leknessund    | Um-X                                 |
| 4                                  | Grande Prêmio Capadocia                              | 1.2    | Mykhailo Kononenko    | Seleção da Ucrânia                   |
| 4-7                                | Belgrado-Bania Luka                                  | 2.1    | Jakub Kaczmarek       | Mazowsze Serce Polski                |
| 5                                  | Lillehammer GP                                       | 1.2    | Andreas Leknessund    | Um-X                                 |
| 5                                  | Grande Prêmio Monte Erciyes                          | 1.2    | Ivan Smirnov          | Seleção da Rússia                    |
| 6                                  | Gylne Gutuer                                         | 1.2    | Trond Trondsen        | Coop                                 |
| 6                                  | Grande Prêmio World's Best High Altitude             | 1.2    | Anatoliy Budyak       | Seleção da Ucrânia                   |
| 6                                  | Tour de Doubs                                        | 1.1    | Loïc Vliegen          | Circus-Wanty Gobert                  |
| 8-13                               | Tour de Roménia                                      | 2.2    | Eduard-Michael Grosu  | Seleção de Roménia                   |
| 9-12                               | Corrida da Solidariedade e dos Campeões Olímpicos    | 2.2    | Stanisław Aniołkowski | CCC Development                      |
| 13                                 | Antwerp Port Epic                                    | 1.1    | Gianni Vermeersch     | Alpecin-Fenix                        |
| 14                                 | Grande Prêmio O vai Erciyes                          | 1.2    | Vitaliy Buts          | Seleção da Ucrânia                   |
| 15                                 | Grande Prêmio Anatolia Central                       | 1.2    | Mykhailo Kononenko    | Seleção da Ucrânia                   |
| 16                                 | Giro de Toscana                                      | 1.1    | Fernando Gaviria      | UAE Emirates                         |
| 16-19                              | Tour da Eslováquia                                   | 2.1    | Jannik Steimle        | Deceuninck-Quick Step                |
| 17-20                              | Tour de Malopolska                                   | 2.2    | Vojtěch Řepa          | Topforex Lapierre                    |
| 17-20                              | Ronde d'Isard                                        | 2.2U   | Xandres Vervloesem    | Lotto Soudal U23                     |
| 19                                 | Giro dos Apeninos                                    | 1.1    | Ethan Hayter          | Ineos Grenadiers                     |
| 19-20                              | Grande Prémio Torres Vedras-Troféu Joaquim Agostinho | 2.2    | Frederico Figueiredo  | Atum General-Tavira-Maria Nova Hotel |
| 20                                 | Gooikse Pijl                                         | 1.1    | Danny van Poppel      | Circus-Wanty Gobert                  |
| 20                                 | Grande Prêmio de Isbergues                           | 1.1    | Nacer Bouhanni        | Arkéa Samsic                         |
| 20                                 | Troféu Cidade de San Vendemiano                      | 1.2U   | Antonio Tiberi        | Colpack Ballan                       |
| 22                                 | Paris-Camembert                                      | 1.1    | Dorian Godon          | AG2R La Mondiale                     |
| 26-27                              | Tour de Mevlana                                      | 2.2    | Artur Yershov         | Marathon-Tula                        |
| 27                                 | Paris-Chauny                                         | 1.1    | Nacer Bouhanni        | Arkéa Samsic                         |
| 27-5                               | Volta a Portugal                                     | 2.1    | Amaro Antunes         | W52-FC Porto                         |

### Outubro
| UCI Europe Tour de 2020 - outubro |                                     |        |                       |                          |
| Data                              | Corrida                             | Classe | Vencedor              | Equipa                   |
| --------------------------------- | ----------------------------------- | ------ | --------------------- | ------------------------ |
| 4                                 | Piccolo Giro de Lombardia           | 1.2U   | Harry Sweeny          | Lotto Soudal U23         |
| 8-11                              | Giro do Friuli Venezia Giulia       | 2.2    | Andreas Leknessund    | Um-X                     |
| 10                                | Visegrad 4 Bicycle Race-GP Slovakia | 1.2    | Stanisław Aniołkowski | CCC Development          |
| 11                                | Paris-Tours sub-23                  | 1.2U   | Rune Herregodts       | Home Solution-Soenens    |
| 12                                | Clássica de Ordizia                 | 1.1    | Simon Carr            | NIPPO DELKO One Provence |

## Classificações finais
- Nota: As classificações finais foram:[4][5]

### Individual
| Posição | Corredor             | Equipa                | Pontos  |
| ------- | -------------------- | --------------------- | ------- |
| 1.º     | Primož Roglič        | Jumbo-Visma           | 4237    |
| 2.º     | Tadej Pogačar        | UAE Emirates          | 3055    |
| 3.º     | Wout van Aert        | Jumbo-Visma           | 2700    |
| 4.º     | Mathieu van der Poel | Alpecin-Fenix         | 2040    |
| 5.º     | Jakob Fuglsang       | Astana                | 1961    |
| 6.º     | Julian Alaphilippe   | Deceuninck-Quick Step | 1795,83 |
| 7.º     | Diego Ulissi         | UAE Emirates          | 1671    |
| 8.º     | Arnaud Démare        | Groupama-FDJ          | 1550    |
| 9.º     | Marc Hirschi         | Sunweb                | 1430    |
| 10.º    | Aleksandr Vlasov     | Astana                | 1399    |

| Posições 11.º ao 20.º | Posições 11.º ao 20.º | Posições 11.º ao 20.º      | Posições 11.º ao 20.º |
| --------------------- | --------------------- | -------------------------- | --------------------- |
| 11.º                  | João Almeida          | Deceuninck-Quick Step      | 1370,33               |
| 12.º                  | Maximilian Schachmann | Bora-Hansgrohe             | 1360                  |
| 13.º                  | Wilco Kelderman       | Sunweb                     | 1328                  |
| 14.º                  | Florian Sénéchal      | Deceuninck-Quick Step      | 1325                  |
| 15.º                  | Tao Geoghegan Hart    | Ineos Grenadiers           | 1292                  |
| 16.º                  | Guillaume Martin      | Cofidis, Solutions Crédits | 1262                  |
| 17.º                  | Pascal Ackermann      | Bora-Hansgrohe             | 1248                  |
| 18.º                  | Remco Evenepoel       | Deceuninck-Quick Step      | 1193                  |
| 19.º                  | Yves Lampaert         | Deceuninck-Quick Step      | 1175                  |
| 20.º                  | Stefan Küng           | Groupama-FDJ               | 1133                  |

### Equipas
| Posição | Equipa                   | Pontos |
| ------- | ------------------------ | ------ |
| 1.º     | Alpecin-Fenix            | 4788   |
| 2.º     | Arkéa Samsic             | 3697   |
| 3.º     | Circus-Wanty Gobert      | 2778   |
| 4.º     | NIPPO DELKO One Provence | 1553   |
| 5.º     | Total Direct Énergie     | 1418   |

### Países
| Posição | País          | Pontos  |
| ------- | ------------- | ------- |
| 1.º     | França        | 9542,83 |
| 2.º     | Eslovênia     | 8824    |
| 3.º     | Bélgica       | 8530    |
| 4.º     | Itália        | 7375    |
| 5.º     | Países Baixos | 6249    |

### Países sub-23
| Posição | País      | Pontos  |
| ------- | --------- | ------- |
| 1.º     | Eslovênia | 3088    |
| 2.º     | Bélgica   | 2652    |
| 3.º     | Suíça     | 1869,98 |
| 4.º     | Portugal  | 1556,33 |
| 5.º     | Itália    | 1136,33 |

## Evolução das classificações
| Data            | Classificação individual | Classificação por equipas | Classificação por países | Classificação por países sub-23 |
| --------------- | ------------------------ | ------------------------- | ------------------------ | ------------------------------- |
| 31 de janeiro   | Primož Roglič            | NTT Continental           | Bélgica                  | Bélgica                         |
| 29 de fevereiro | Primož Roglič            | Arkéa Samsic              | Bélgica                  | Bélgica                         |
| 31 de março     | Primož Roglič            | Arkéa Samsic              | Bélgica                  | Bélgica                         |
| 30 de abril     | Primož Roglič            | Arkéa Samsic              | Bélgica                  | Bélgica                         |
| 31 de maio      | Primož Roglič            | Arkéa Samsic              | Bélgica                  | Bélgica                         |
| 30 de junho     | Primož Roglič            | Arkéa Samsic              | Bélgica                  | Bélgica                         |
| 31 de julho     | Primož Roglič            | Arkéa Samsic              | Bélgica                  | Bélgica                         |
| 31 de agosto    | Primož Roglič            | Arkéa Samsic              | Itália                   | Bélgica                         |
| 30 de setembro  | Primož Roglič            | Arkéa Samsic              | Eslovénia                | Eslovénia                       |
| 31 de outubro   | Tadej Pogačar            | Alpecin-Fenix             | Eslovénia                | Eslovénia                       |
| 10 de novembro  | Primož Roglič            | Alpecin-Fenix             | França                   | Eslovénia                       |
| Final           | Primož Roglič            | Alpecin-Fenix             | França                   | Eslovénia                       |